# Плантар, Пьер
Пье́р Планта́р де Сен-Кле́р (фр. Pierre Plantard de Saint-Clair, при рождении Пье́р Атанази́ Мари́ Планта́р (фр. Pierre Athanase Marie Plantard); 18 марта 1920, Париж — 3 февраля 2000, Коломб, О-де-Сен) — французский чертёжник, получивший известность в 1960-е годы как главный создатель мистификации о Приорате Сиона. Плантар утверждал, что является прямым потомком по мужской линии Дагоберта II и законным наследником династии Меровингов, а также тем самым «великим монархом», которого предсказывал Нострадамус. Один из авторов (наряду с Филиппом де Шерези) сборника подложных документов «Тайные досье Анри Лобино». В современной Франции Плантар обычно рассматривается как мистификатор.

## Биография

### Ранние годы
Родился 18 марта 1920 года в семье дворецкого и консьержки (описана в полицейских отчетах 1940 года как повар для состоятельных семей). Покинув школу в 17 лет, Плантар стал кистером церкви Сен-Луи д’Антен (фр. Église Saint-Louis-d'Antin) в 9-м округе Парижа. Был членом «Аксьон франсез» Шарля Морраса. Начиная с 1937 года, стал создавать палингенные ультранационалистические ассоциации, такие как «Французский союз» (1937) и «Французское национальное обновление» (1941) с целью проведения «национальной революции», основанной на антисемитизме и антимасонстве. 21 апреля 1941 года Плантар направил письмо префекту полиции Парижа (фр.), где заявил, что его группа заняла пустующие помещения в коммуне Малезерб, «одно из которых принадлежало английскому еврею господину Шапиро, который в настоящее время со своими товарищами сражается в рядах Вооружённых сил Великобритании».

### Оккупированная Франция
После роспуска 13 августа 1940 года режимом Виши масонской ложи Великий восток Франции, Плантар написал письмо маршалу Анри Филиппу Петену, датированное 16 декабря 1940 года, в котором предложил коллаборационистскому правительству сотрудничать против «ужасного масонского и еврейского заговора». В 1942 году Плантар попытался создать организацию «Альфа Галатес», членство в которой должно было быть запрещено евреям.

### Организация «Альфа Галатес»
21 сентября 1942 года на французском и немецком языках был принят устав «Альфа Галатес», в котором она провозглашалась орденом «Храма, города и раки». Организация Плантара публиковала антисемитское и антимасонское периодическое издание «Покори — для молодого рыцарства» (фр. Vaincre - Pour une jeune chevalerie), успевшее в сентябре 1942 — феврале 1943 годов выйти шесть раз. Сам Плантар за нарушение запрета германских оккупационных властей на деятельность «Альфа Галатес» получил четырёхмесячный срок заключения в тюрьме Френ. По другим данным, с октября 1943 по февраль 1944 содержался в тюрьме гестапо за выпуск газеты Сопротивления «Победить».
Клод Шарло из префектуры полиции Парижа в документальном сюжете передачи «60 Minutes» телеканала CBS News утверждал, что в организации «Альфа Галатес» «было всего четыре постоянных члена».
Согласно рапорту полиции от 13 апреля 1945 года, «Альфа Галатес» в лучшем случае объединяла 50 человек, которые ушли один за другим, как только узнали, что ни организация, ни сам Плантар не являются чем-то серьёзным.

### Послевоенная деятельность
После освобождения Плантар попытался преобразовать «Альфа Галатес» в группу сопротивления, а в 1947 году в «Латинскую академию».
В 1951 году Плантар женился на Анне-Ли Хислер (1930—1970). До развода в 1956 году они жили в городке Анмас на юго-востоке Франции, на границе с Швейцарией. В это же время Плантар работал чертёжником в компании «établissements Chanovin». В 1972 году Плантар женился на уроженке Монтобана Анне-Марии Кавальи; шафером на церемонии венчания был Филипп де Шерези.
Эзотерик Робер Амаду (фр.) утверждал, что в 1953 году Плантар был обвинён в продаже за огромные суммы градусов эзотерических орденов. Согласно хранящемуся в субпрефектуре Сен-Жюльен-ан-Женевуа в деле о статусе Приората Сиона, письму мэра Аннмасса, Леона Гуерсиллона, датированному 1956 годом, Плантар был осуждён в декабре 1953 года на шесть месяцев за нарушение обязательств доверенного лица (фр. abus de confiance). Французские исследователи спорят о связях Роберта Амаду с Плантаром.

### Приорат Сиона
25 июня 1956 года Пьер Плантар и Андре Бонхомми официально зарегистрировали в Сен-Жульен-ан-Жевуа новую ассоциацию под названием «Приорат Сиона», местом нахождения которой стал город Анмасс. Группа Плантара занималась поддержкой строительства дешёвого жилья в Анмассе и критиковала работу местного самоуправления через собственный журнал «Circuit». В журнале ни разу не упоминался «Приорат Сиона» и затрагивались темы, связанные с паранормальными явлениями и мистикой. В это же время Плантар предлагал услуги ясновидящего под именем «Chyren».
В данном случае наличие в названии слова Сион не имеет никакого отношение к одноимённой горе в Земле Израильской, а обозначает местную гору Сион, где организация, согласно своему уставу, располагала центром отдыха. Ассоциация была распущена в декабре 1956 года.

### «Комитет общественной безопасности» и «Капитанский путь»
В 1958 году Плантар вернулся в Париж, где во время алжирского кризиса стал усиленно поддерживать Шарля де Голля, используя собственную версию «Комитета общественной безопасности» (называя его «Центральный комитет»), также называя его «Капитанский путь» и утверждая, что это парижское отделение одноимённой организации, основанной в Алжире генералом Жаком Массю. По утверждению Джексона, де Голль никогда не поддерживал никакого «Комитета общественной безопасности», предоставил возможность провести в Алжире свободные выборы и в 1962 году признал независимость этой страны. Однако в книге Л. Вазара приводятся два письма де Голля Плантару с благодарностью за его сотрудничество в работе Комитетов

### «Письма от генерала де Голля»
В 1959 году Плантар издал вторую серию журнала «Circuit» с подзаголовком «Периодическое культурное издание Федерации французских войск» (англ. Publication Périodique Culturelle de la Fédération des Forces Françaises), где опубликовал якобы письмо Шарля де Голля, датированное 27 июня 1959 года. Луис Вазар ссылается на якобы письма от де Голля к Плантару, датированные 29 июля и 3 августа 1959 года, где высказывается благодарность за поддержку во время алжирского кризиса. Ни одно из этих писем так и не было предоставлено в виде факсимиле.

### Жизорский замок
В 1961 году Жерар де Седе в журнале Noir et Blanc опубликовал статью о Жизорском замке в Нормандии, где ссылался на Роджера Лхомоу, который в 1946 году якобы нашёл сокровище тамплиеров. Плантар прочитал статью и связался с Седе, а в дальнейшем сотрудничал с ним над вышедшей 1962 году книгой «Тамплиеры среди нас, или Загадка Жизора» (фр. Les Templiers sont parmi nous, ou, L'Enigme de Gisors) Именно на страницах этой книги впервые появляется Приорат Сиона.

### Рен-ле-Шато
В 1962 году писатель Робер Шарру издал книгу «Сокровища мира» (фр. Trésors du monde), где рассказал историю ресторатора и хозяина местной гостиницы Ноэля Корбу, который утверждал, что католический священник Франсуа Беранже Соньер нашёл сокровище Бланки Кастильской в Рен-ле-Шато. Это вдохновило Плантара на написание книги по той же тематике, но неудачные попытки найти издателя для своей рукописи привели к тому, что книга была переписана в соавторстве с Жераром де Седе и вышла под названием «Золото Рен» (фр. L'Or de Rennes). В ней история Корбу была вписана в утверждения Плантара о том, что до наших дней сохранилась династия Меровингов, и его притязания на то, что он является прямым потомком по мужской линии Дагоберта II. Начиная с 1964 года Плантар также заявлял о существовании тайного общества под названием «Приорат Сиона», в качестве доказательства существования которого предъявлял поддельные документы, депонированные им в Национальную библиотеку Франции. Он утверждал, что эти родословные в этих документах составили доктор Эрве и аббат Тома-Жан Пишон по указанию Наполеона Бонапарта, который узнал о выживших представителях династии Меровингов от аббата Сийеса. Плантар заявлял, что аббат Пишон, бывший викарий базилики Святой Клотильды, которого он ложно объявлял своим родственником, якобы составил родословную Дагоберта II, доведя данные о выживших потомках до 18 марта 1939 года. Друг и помощник Плантара Филипп де Шерези позднее утверждал, что «аббат Пишон» был псевдонимом Франсуа Дрона.
Эти якобы документы представляют собой подложную родословную Плантара, подставленную в родовое древо Меровингов вместо другой, обнаруженной Луи Сорелем и описанной им в 1960 году в статье в журнале Les Cahiers de l’Histoire. Когда Жан-Люк Шомель в 1980-е годы доказал, что родословная Плантара представляет собой литературную обработку статьи Луи Сореля, то Плантар представил «чек», датированный 14 апреля 1960 года, из которого следовало, что его бывшая жена Анна-Ли Хислер заплатила за статьи, напечатанные в журнале «Les Cahiers de l’Histoire», и, следовательно, утверждал, что именно она была их автором.
В своих документах 1960-х годов Плантар рассказывает историю Приората Сиона, якобы основанного Готфридом Бульонским во время крестовых походов и названного так по горе Сион, смешивая её с историей существующего Аббатства Богоматери на горе Сион.
Книга де Седа получила известность благодаря воспроизведению двух «пергаментов», которые якобы были обнаружены Соньером, где содержался намёк на выжившее потомство Дагоберта II. Плантар и де Сед стали получать хорошие роялти после выхода в 1967 году «Золота Рен». В свою очередь Филипп де Шерези из-за успеха книги объявил, что Плантар подделал «пергаменты».
В 1978 году Плантар начал заявлять, что его дед встречался с Соньером в Рен-ле-Шато и что действительным источником богатств Соньера был аббат Анри Буде, являвшийся приходским священником в поселении рядом с Рен-ле-Шато.

### Пергаменты и мистификация родословной
Когда в 1967 году «пергаменты» были опубликованы в книге Жерара де Седе «Золото Рен», то было заявлено, что они были найдены Соньером в его приходском храме в полой колонне в количестве четырёх штук. В 1964 году в публикации Анри Лобинье «Тайна Рен» было сказано, что Соньер обнаружил документы, скреплённые печатью Бланки Кастильской, где говорилось о родословной Дагоберта II, составленной аббатом Пишоном между 1805—1814 годами, с использованием документов, найденных во время Великой Французской революции. Из «пергаментов» следовало, что Меровинги происходят из колена Вениаминова, а Дагоберт II спрятал сокровище в Рен-ле-Шато.
Это было развито в 1965 году, когда на основании документов Приората Сиона Плантар заявлял, что аббат Антуан Бигу, являвшийся предшественником Соньера в качестве кюре Рен-ле-Шато, спрятал «пергаменты» в 1790 году в одной из полых колонн, служивших опорой для алтаря, после того как узнал о них 17 января 1781 года, исповедуя на смертном одре Мари де Негри д’Абле, маркизу д’Опуль-Блашфор (фр.). Таким образом, было четыре «пергамента», два из которых были воспроизведены в предстоящей книге де Седе, а остальные два, в которых содержалась родословная, сделанная аббатом Бигу (охват с 1548 по 1789 годы) и Анри Лобинье (охват с 1789 по 1915 годы).
Когда в 1967 году де Шерези объявил, что «пергаменты», опубликованные в «Золото Рен», являются подделками, то стали возникать вопросы о сути открытия Соньера. Будучи основанными на поддельном письме из Тайных досье Анри Лобино, которое было опубликовано в 1966 году от лица якобы Международной лиги букинистов, «пергаменты» являлись обработкой материала, содержащегося в книге Рене Дескаделла и Франсуа-Пьера д’Опуля, на что указал в 1977 году в своей статье «Одиссеев круг» (фр. Le Cercle d'Ulysse) Жан Деладье. Этот пересмотренный вариант истории оставался более или менее нетронутым вплоть до 1990 года, не считая незначительных уточняющих изменений в датах. Документ Приората Сиона 1977 года утверждал, что Соньер обнаружил три документа: 1) родословная графов Рене-ле-Шато, датированная 1243 годом с печатью Бланки Кастильской 2) документ 1608 года, относящийся к Франсуа-Пьеру д’Опулю, где приведена дополненная родословная, включающая исчисление от 1240 года 3) последняя воля и завещание Анри д’Опуля с подписями и печатями, датированные 24 апреля 1695 года, которые были проданы племянницей Соньера двум англичанам: Рональду Стэнсмори и сэру Томасу Фрэзеру из Международной лиги букинистов. Затем снова повторяется, что «пергаменты», которые были опубликованы в «Золоте Рен», являются подделками, согласно Филиппу де Шерези.
В 1978 году де Шерези снова подтвердил, что «пергаменты» были проданы мадам Джеймс капитану Рональду Стэнсмори и сэру Томасу Фрэзеру, добавив, что были положены в депозитарную ячейку Ллойдс-банка. А в статье в The Daily Express отметил, что «требование о признании прав Меровингов затеяли в 1955 и 1956 годах сэр Александр Айкман, сэр Джон Монтегю Броклбэнк, майор Хью Мерчисон Клауэс и девятнадцать других мужчин в нотариальной конторе П. Ф. Ж. Фримэна». В 1981 году Плантар распространил вырезку из французской газеты неизвестного происхождения, где говорилось о том, что «пергаменты» хранятся в депозитарной ячейке в Ллойдс-банке.
В опубликованной в 1983 году книге Луи Вазара были воспроизведены два поддельных «нотариально заверенных документа», якобы датируемые октябрём 1955 года, с именами капитана Рональда Стэнмура Наттинга (изменено с капитана Рональда Стэнмура), майора Хью Мерчисона Клауэса и достопочтимого виконта Лизерса, как законным владельцев «пергаментов», обнаруженных Соньером «чья значимость не может быть оценена» и просьбой о том, что «пергаменты», являющиеся доказательствами выживания потомком Дагоберта II, должны быть удалены из Франции. В качестве нотариуса представлен мэтр Патрик Фрэнсис Журден Фримэн.
Другие «нотариально заверенные документы» позднее были представлены в журнале «Vaincre» с заголовком «после фотографии, сделанной Этьеном Плантаром в Лондоне в 1958 году», где в качестве единственного владельца «пергаментов» был представлен капитан Р. С. Наттинг. Адвокатская фирма представлена как John Newton & Sons и расположена в Лондоне.
В 1989 году, когда Плантар пересмотрел свои притязания на Приорат Сиона, то это было представлено в журнале «Vaincre» так: «Пергаменты Бланки Кастильской находятся в депозитарной ячейке Этьена Плантара в Лондоне начиная с ноября 1955 года, и в них нет „упоминаний“ Дагоберта, Дагоберта II, и Пьер Плантар де Сен-Клер никогда не был „меровингским претендентом“ на трон Франции: его выводы о родословной графов Рене-ле-Шато и по женской линии от Сен-Клер-сюр-Эпт не имеют ничего общего с „Синклер“».

### Плантар де Сен-Клер
Начиная с 1975 года, Пьер Плантар стал использовать фамилию Плантар де Сен-Клер (фр. Plantard de Saint-Clair), которую Жан-Люк Шомель назвал эпитетом после его интервью с Плантаром в журнале «Эра Водолея» (фр. l’Ère d’Aquarius). «Сен-Клер», ставшее частью его фамилии на том основании, что она связана с Жизорским замком и хорошо укладывается в мистификацию — согласно мифологии Приората Сиона «Жан VI де Плантар» в XII веке женился на представительнице рода Жизор. Кроме того, Плантар ложно присвоил себе титулы «граф де Сен-Клер» и «граф де Рен».

### Святая Кровь и Святой Грааль
В 1982 году Майкл Бейджент, Ричард Ли и Генри Линкольн издали книгу «Святая Кровь и Святой Грааль». Она стала бестселлером и сделала известной историю Приората Сиона в изложении Плантара. Авторы всерьёз рассматривали документы 1960-х — 1970-х годов, которые приписывались этой организации. Особенностью книги стало нововведение в историю с Меровингами, когда авторами книги утверждалось, что Исторический Иисус и Мария Магдалина, будучи супругами, являлись родоначальниками этой династии, а цель Приората Сиона (и его военного подразделения — Орден тамплиеров) заключалась в защите тайны родословной Иисуса. Пьер Плантар в свою очередь рассматривался как вероятный потомок Иисуса Христа.
В феврале 1982 года Плантар выступил с опровержением книги «Святая Кровь и Святой Грааль», назвав её вымыслом в интервью радио France Inter. А позднее Плантар открыто признал приписываемые Приорату Сиона документы 1960-х — 1970-х годов подделкой, не имеющей никакого отношения к данной теме.

## Последние годы, пересмотр притязаний и забвение
Новые серии журнала «Vaincre» появились в конце 1980-х годов и, среди прочего, содержали «сообщение с пожеланием удачи от Валери Жискара д’Эстена», сторонника Соединённых Штатов Европы.
Плантар пересмотрел собственную историю Приората Сиона, заявив, что орден был образован 17 января 1681 года в Рен-ле-Шато и что это подтверждают документы, обнаруженные в Барселоне, где большое внимание уделено мистической силе лей-линий, линий восхода и мыса Рокко-Негро возле Рен-ле-Шато, где он владел существенной собственностью. Предполагаемое содержание «пергаментов», якобы обнаруженных Соньером, было пересмотрено и изменено. Родословные, представленные в документе Жака Деладье в статье «Одиссеев круг», также были пересмотрены Плантаром. Плантар утверждал, что нотариально заверенные документы, опубликованные в книге в 1983 году, были составлены из «ошибочных расшифровок» и сфальсифицированы «под политическим давлением в 1956 году».
В письме, датированном 4 апреля 1989 года, Плантар писал, что Виктор Гюго «составил конституции Приората Сиона 14 июля 1870 года, в тот же день, когда он посадил дуб Соединённых Штатов Европы».
В 1990 году Плантар пересмотрел свою родословную, заявив, что происходит из младшей ветви линии Дагоберта II, в то время как прямым потомком был Отто фон Габсбург (несмотря на то, что Лотарингский дом официально, приписывал себе родство с династией Каролингов (изначально были майордомами и занимали лишь административную должность у Меровингов), а родоначальный их дом был Матфридинги (герцогство Лотарингия, с 959 г., находилась в полном вассальном подчинении и входило в состав Священной Римской империи), что доподлинно неизвестно, но то, что они были союзниками Каролингов известный факт. Существовало 2 рода Матфридингов. Родоначальником первого был Матфрид I (умер в 836 году), граф Орлеана. Во время восстания сыновей императора Людовика I Благочестивого он принял сторону Лотаря I из династии Каролингов, извечных врагов и главных соперников Мировингов) действительно произошедшего от Сигиберта I (прозвище Plant-Ard), отличного от Сигиберта IV, который был сыном Бера II и внуком Вамбы, являвшегося основателем дома Габсбургов и строителем Замка Габсбургов.

### Роже-Патрис Пела
В циркуляре Приората Сиона 1989 года Роже-Патрис Пела назван Великим магистром Приората Сиона. Пела был другом тогдашнего Президента Франции Франсуа Миттерана и оказался замешан в скандале с премьер-министром Пьером Береговуа. Это заявление Плантара повлекло за собой неожиданные последствия, когда в октябре 1993 года, во время расследования обстоятельств смерти Береговуа, полиция на основании судебного ордера провела обыск в доме Плантара. В итоге были обнаружены документы, имевшие отношение к Пела, которые в действительности оказались собранием подделок, включая некий текст, провозглашающий Пьера Плантара королём Франции. Под присягой Плантар дал показания о том, что все найденные у него дома документы, включая сведения о Приорате Сиона и Пела, были им сфабрикованы.
Сам Плантар под угрозой судебного иска со стороны семьи Пела был вынужден уехать в свой дом на юге Франции. К этому времени ему было 74 года.

## Смерть
До самой своей смерти 3 февраля 2000 года в Коломб, О-де-Сен, Пьер Плантар больше не делал никаких публичных выступлений. Его останки были кремированы.

## Публикации
- Plantard P. Pour une Jeune Chevalerie = RES 4- LC2-7335 / editor, six issues. — Bibliothèque nationale, 1942–1943.
- Plantard P. Circuit. Bulletin d'Information et de Défense des Droits et de la Liberté des Foyers H.L.M = 4-JO-12078 / editor, twelve issues. — Bibliothèque nationale, 1956.
- Plantard P. Circuit, Publication Périodique Culturelle de la Fédération des Forces Françaises = 4-JO-14140 / editor, originally nine issues. — Bibliothèque nationale, 1959.
- Plantard P. Gisors et son secret = 4-LK7-56747. — Bibliothèque nationale, 1961.
- Plantard P. Tableaux Comparatifs des Charges Sociales dans les Pays du Marché Commun = 4-R PIECE-5274. — Bibliothèque nationale, 1961.
- Plantard P. Victor Hugo = 4-LN27-75000. — Bibliothèque nationale, 1978.
- Plantard P. Preface to Henri Boudet, La Vraie Langue Celtique et le Cromleck de Rennes-les-Bains. — Paris: Éditions Pierre Belfond, 1978. — ISBN 2-7144-1186-X.
- Plantard P. L'Or de Rennes: mise au point = 4-Z PIECE-1182. — Bibliothèque nationale, 1979.
- Plantard P. L'Horloge Sacrée qui permet décoder les quatrains // Nostra. — 1982. — № 1.
- Plantard P. Vaincre = 4-JO-57134 / editor, four issues. — Bibliothèque nationale, 1989–1990.
- Plantard de Saint-Clair P. Le Mythe Merovingien // Vaincre. — 1990. — № 1. — P. 1—3.

## Документальные фильмы
- Cran W. The History of a Mystery // Timewatch[англ.]. Season 15, Episode 8. — BBC Two, 17.09.1996.
- Код да Винчи // Реальность или фантастика = Is it real?: Da Vinci's Code. — National Geographic Channel, 24.04.2006.
- Schorn D. The Priory of Sion. Is The "Secret Organization" Fact Or Fiction? // 60 Minutes. — CBS News, 30.04.2006.